# Aghireșu
Aghireșu (in ungherese Egeres, in tedesco Erldorf) è un comune della Romania di 7190 abitanti
, ubicato nel distretto di Cluj, nella regione storica della Transilvania.
Il comune è formato dall'unione di 11 villaggi: Aghireșu, Aghireșu-Fabrici, Arghișu, Băgara, Dâncu, Dorolțu, Inucu, Leghia, Macău, Ticu, Ticu-Colonie.
È situato in una zona collinare a 447 metri s.l.m. ed è percorso dal fiume Nadăș.
Confina a nord con il Distretto di Sălaj, a sud con Căpușu Mare, a ovest con Izvoru Crișului e ad est con i comuni di Gârbău e Gilău

## Storia
La prima menzione in un documento ufficiale risale al 1263. Durante il Medioevo era abitato prevalentemente da ungheresi e apparteneva alla parrocchia di Mănăștur-Cluj. Nel 1572 la famiglia Bocskai costruì un castello, dichiarato nel 2004 monumento storico oggi in rovina

## Società

### Evoluzione demografica
Suddivisione della popolazione in base all'etnia nel corso degli anni: